# Бібліотека імені Петра Буйка для дітей
Бібліотека імені Петра Буйка для дітей Дніпровського району м. Києва.

## Адреса
02125 м. Київ, Воскресенський проспект, 15
Працює: понеділок — субота— з 10-00 до 18-00;
неділя — вихідний;
останній день місяця — санітарний.

## Історія
Заснована в 1960 році на базі шкільної бібліотеки. У 1965 році бібліотека отримала нове приміщення, де знаходиться і сьогодні. В тому ж році було присвоєно ім'я Героя Радянського Союзу, професора Петра Михайловича Буйка. Спочатку бібліотека обслуговувала дорослих і дітей, а з 1967 року отримала статус дитячої бібліотеки.

## Опис
Площа приміщення бібліотеки — 230 м², бібліотечний фонд — 17 тис. примірників. Щорічно обслуговує 3 тис. користувачів, кількість відвідувань за рік — 21,0 тис., книговидач — 60,0 тис. примірників
- Сучасне та затишне приміщення абонементу та читального залу, яке було повністю відремонтовано в 2020 році.
- 15 найменувань періодичних видань.
- Нові надходження літератури.
- Комфортна зона  WI-FI
У бібліотеці працюють два гуртки: 
- «Майстерня радості» — для дітей віком 9-14 років, які хочуть навчитися створювати власними руками різноманітні паперові квіти, закладини, поздоровлення тощо.
- «Читаємо з Почитайком» — гурток створений для діток 4-7 років, які хочуть навчитися читати, або читають погано. З дітьми проводяться як групові так і індивідуальні заняття з читання.